# コルクット・ギュンゲン

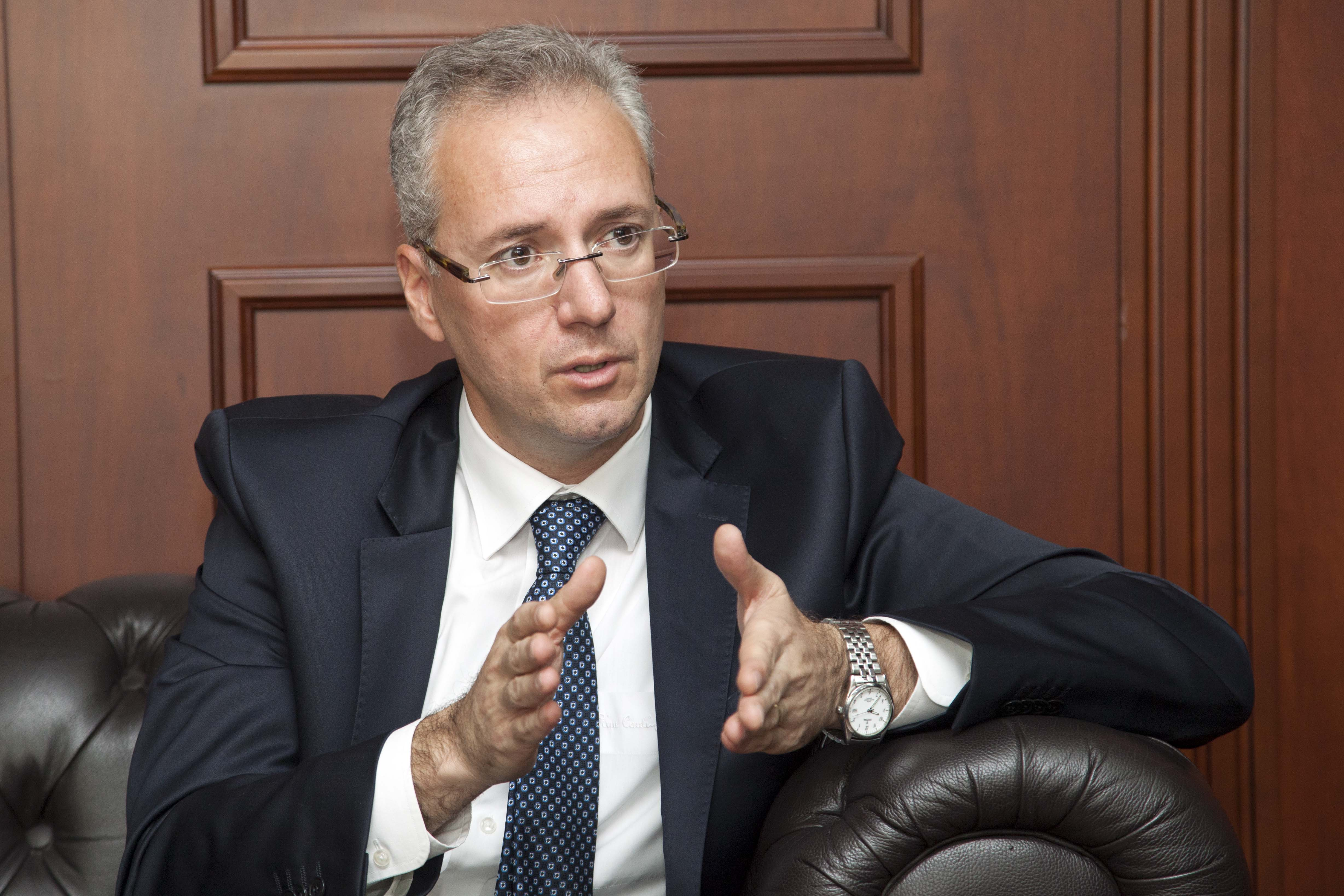
在エクアドル大使在任時のコルクット・ギュンゲン（2013年12月）

コルクット・ギュンゲン（トルコ語: Korkut Güngen、英語: Korkut Gungen、1968年3月17日 - ）は、トルコの外交官、大使。2021年より駐日大使。母国語のトルコ語に加えて、英語、フランス語、スペイン語に堪能。既婚で子供が二人いる。

## 経歴
1989年にアンカラ大学政治学部国際関係学科を卒業し、同年に外務省へ入省。2005年から2009年にかけて欧州安全保障協力機構（OSCE）政府代表部で次官、第一次官、副常駐代表を務め、2009年から2011年にかけて南アジア副局長を務め、2011年から2013年にかけてEU政治問題担当副局長を務めた。2013年11月15日から2017年12月16日にかけてキト駐在の在エクアドル大使を務め、その後、外務省多国間政務局長を務めた。2021年3月15日付で東京駐在の駐日大使を拝命。同年5月27日、皇居で信任状を捧呈し、駐日大使として正式に就任した。